# Je vous salue mafia
Pour plus de détails, voir Fiche technique et Distribution.
Je vous salue mafia est un film franco-italien réalisé par Raoul Lévy et sorti en 1965.

## Synopsis
À  New York, Ruidosa, un ancien mafieux reconverti dans les affaires, fait l'objet d'une enquête et craint le témoignage d'un de ses anciens associés de Marseille, Rudy Hamberg. Par sécurité, il décide de faire liquider ce témoin gênant. Mais la situation évolue, Ruidosa est blanchi, et il décide de tout arrêter, alors que les tueurs à Marseille sont déjà en chasse.

## Fiche technique
- Titre : Je vous salue mafia
- Réalisation : Raoul Lévy
- Scénario : Raoul Lévy, d'après le roman éponyme de Pierre Vial-Lesou, paru en 1964
- Photographie : Raoul Coutard
- Décors : Jean André
- Son : Pierre-Henri Goumy
- Montage : Victoria Mercanton
- Musique : Hubert Rostaing
- Production : Raoul Lévy
- Sociétés de production : ITTAC (Paris), PECF (Paris), Filmstudio (Rome)
- Pays de production :  France -  Italie
- Format : Noir et blanc - 35 mm - 1,66:1 - mono
- Genre : gangsters
- Durée : 90 minutes
- Date de sortie : France - 11 août 1965
- Affiche : Guy-Gérard Noël (France)

## Distribution
- Henry Silva : Schaft
- Jack Klugman : Phil
- Micheline Presle : Daisy
- Elsa Martinelli : Sylvia
- Eddie Constantine : Rudy Hamberg
- Michael Lonsdale : Hyman
- Donald O'Brien : un mafieu
- Ricky Cooper : Ben
- Tener Eckelberry : Hyman
- Karl Studer : Ruidosa
- Jean-Marc Allègre
- Danielle Couprayen

## Appréciation critique
« Alors que d'autres arrivent, au prix d'immenses efforts, à évoquer les plus banals des films policiers américains, Raoul Lévy donne l'impression de pénétrer dans ce monde de gangsters avec une surprenante aisance. Adroit, il évite la plupart des pièges du genre, les détails inutiles et vulgaires ; vif, il conserve à l'histoire un rythme rapide ; sensible, il humanise sans trop de naïveté les rapports entre tueurs. Que ce soit à New-York ou en Camargue, à Marseille ou à Paris, il sait, quand c'est nécessaire, rendre oppressante et mystérieuse l'atmosphère d'une maison, d'une campagne, d'un aérodrome, d'une ville. Il porte aux événements importants - une nuit à l'hôtel, un départ à l'aube - une attention extrême, et décrit le comportement des Américains à l'étranger d'une manière juste, précise, naturelle, laissant supposer qu'il a eu l'occasion de les connaître et de les observer souvent.
L'enthousiasme, la simplicité et même, curieusement, la modestie avec lesquels Raoul Lévy a traité son sujet excusent ses maladresses et nous font d'autant plus accepter son goût des références que ce film (mineur) constitue un hommage sympathique et direct au « cinéma d'action ». »

— Yvonne Baby, Le Monde, 18 août 1965

« Le meilleur du film est l'insolite de cette description attentive de deux hommes du métier, pris sur le vif tout au long des temps morts de ce métier. Si les acteurs ne sont pas toujours « dirigés », mais laissés à leur jeu, on reconnait la main du producteur à la sûreté de leur choix. Il faudra reconnaitre aussi celle du cinéaste au ton désenchanté du film, et son audace au fait qu'il s'attache à rendre plutôt des ambiances que des actions, plutôt un état d'esprit, un paysage mental. »

— Jean-Louis Comolli, Cahiers du cinéma n°170, septembre 1965 